# 国道190号

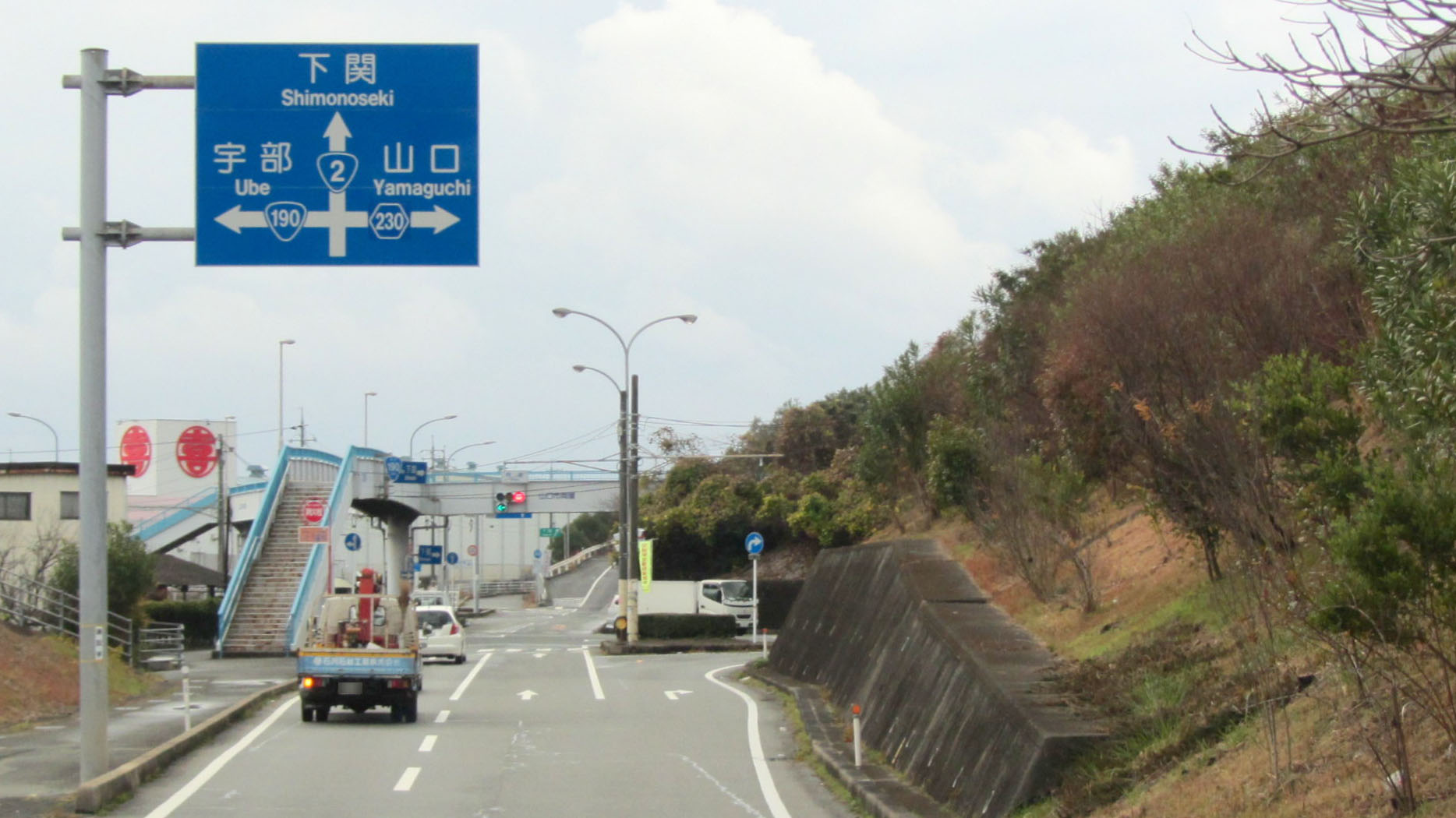
国道190号 起点
山口県山口市 岡屋交差点

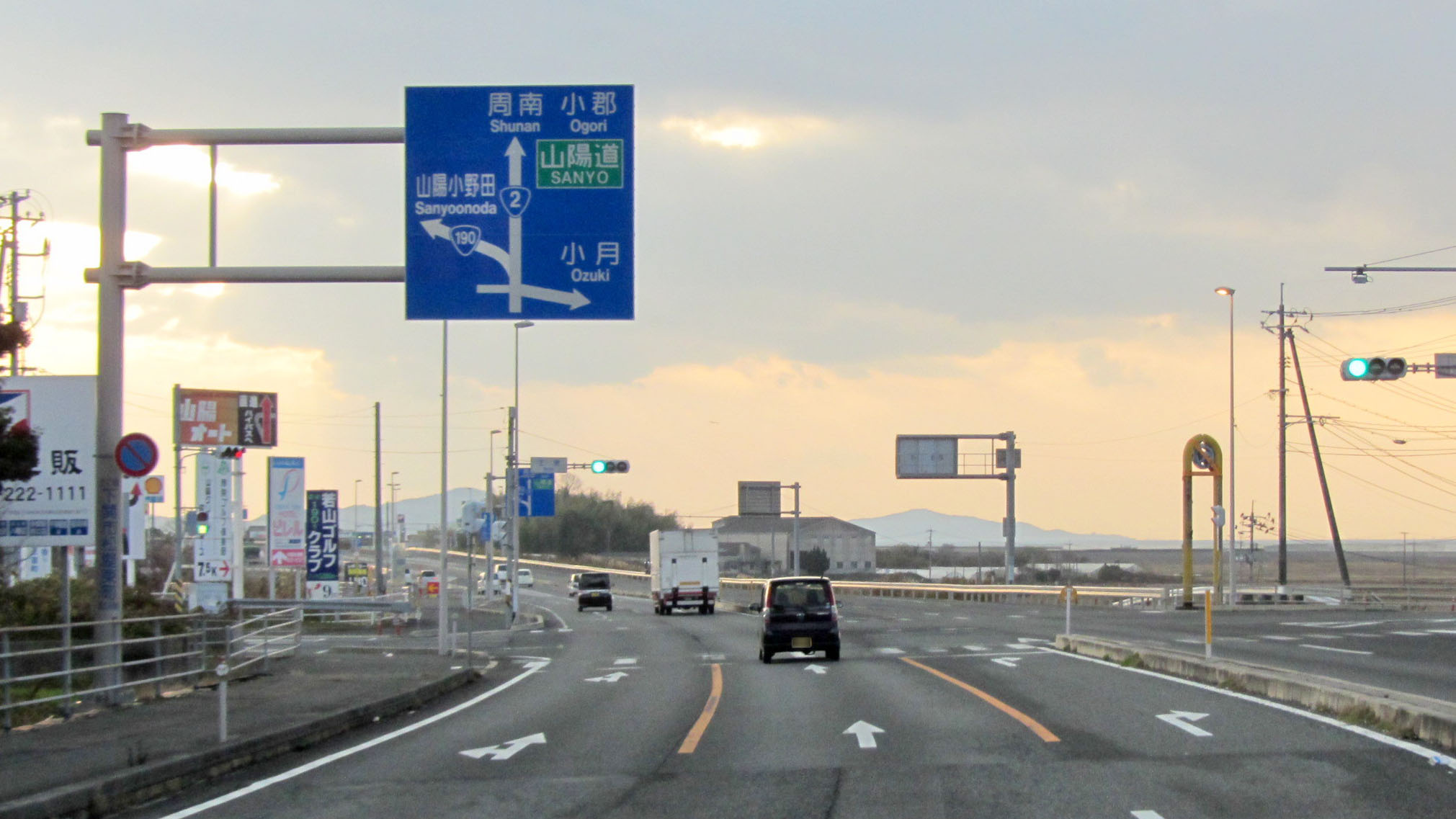
国道190号 終点付近
国道2号 工領交差点
山口県下関市

国道190号（こくどう190ごう）は、山口県山口市から宇部市を経由して、下関市に至る一般国道である。

## 概要

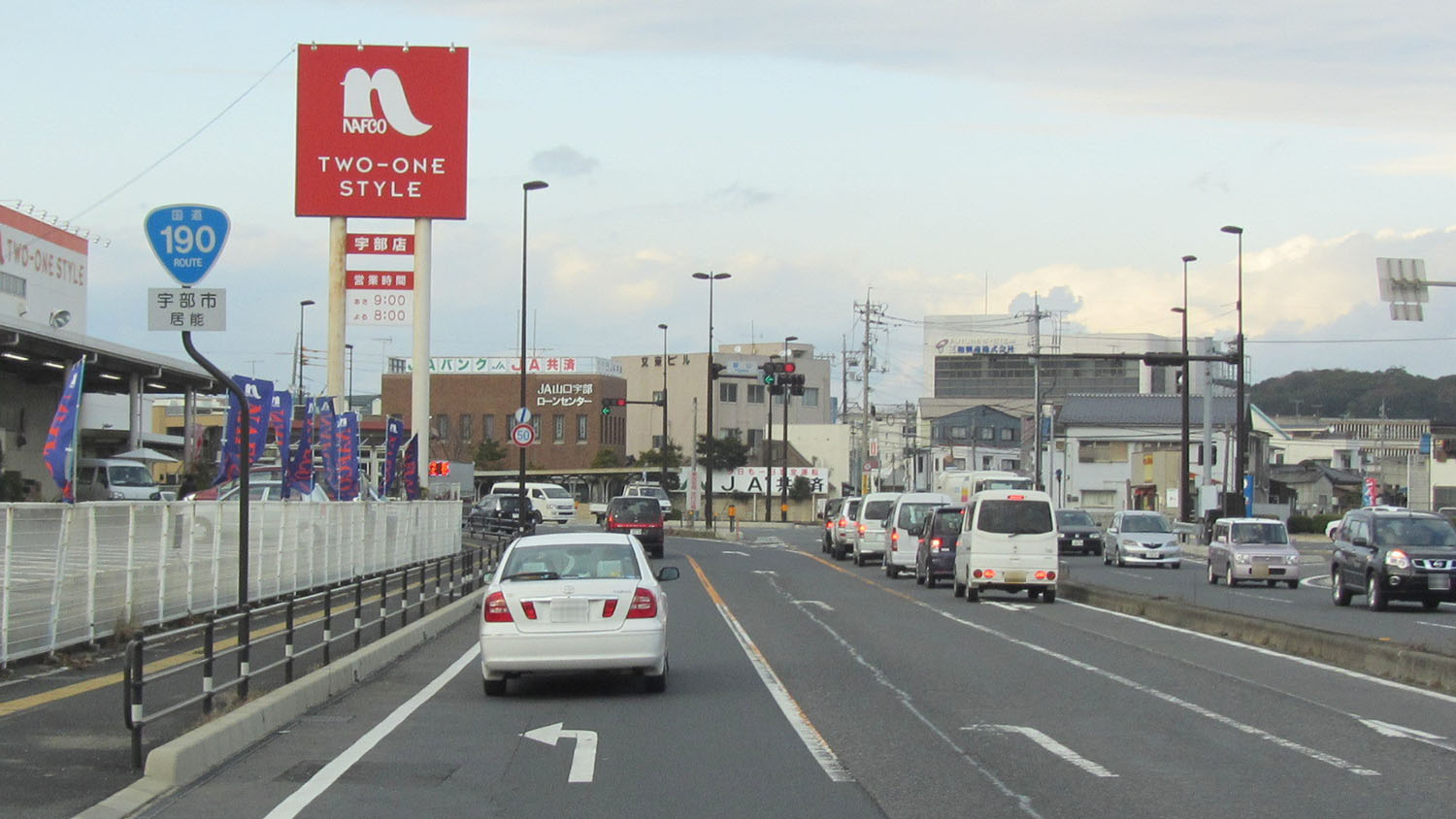
山口県宇部市居能町
（2012年12月）

山口市から宇部市を経由して下関市に至る区間で山越えとなっている旧山陽道（西国街道）沿いを通過する国道2号および国道9号に対し、同区間で国道2号および国道9号の海側（周防灘沿い）を通過し、沿岸の各地域を結ぶ延長43.7 kmの一般国道である。人口の多い宇部市の中心部を通過することもあって山口県内でも有数の交通量を誇る路線であり、中でも宇部市藤山交差点と厚東川大橋の交通量は山口県トップである。
山口市小郡 - 阿知須間で山口県道212号山口阿知須宇部線が、山口市 - 宇部市間で山口宇部道路および宇部湾岸道路（山口県道6号山口宇部線）が、宇部市 - 山陽小野田市間で山陽自動車道宇部下関線がそれぞれ併走しており、国道190号の機能を補完している。

### 路線データ
一般国道の路線を指定する政令 に基づく起終点および経過地は次のとおり。
- 起点：山口市（岡屋交差点 = 国道2号交点、山口県道230号伊佐吉部山口線終点）
- 終点：山口県厚狭郡山陽町[注釈 3]（国道2号交点）
- 重要な経過地：山口県吉敷郡阿知須町[注釈 4]、宇部市（常磐町一丁目〔ママ〕）、小野田市[注釈 3]
- 総延長 : 43.7 km[3][注釈 5]
- 重用延長 : なし[3][注釈 5]
- 未供用延長 : なし[3][注釈 5]
- 実延長 : 43.7 km[3][注釈 5]
  - 現道 : 43.7 km[3][注釈 5]
  - 旧道 : なし[3][注釈 5]
  - 新道 : なし[3][注釈 5]
- 指定区間：山口市江崎字和井田2686番1 - 山陽小野田市大字埴生字傍示1821番3（全線）[4]

## 歴史
- 1953年（昭和28年）5月18日 - 二級国道190号山口埴生線（山口市 - 山口県厚狭郡埴生町）として指定施行[5]。
- 1960年（昭和35年）6月20日 - 合併による町名の変更のため、二級国道190号山口山陽線（山口県山口市 - 山口県厚狭郡山陽町（現・山陽小野田市））となる[5]。
- 1965年（昭和40年）4月1日 - 道路法改正により一級・二級区分が廃止されて一般国道190号となり、建設省（現・国土交通省）の直轄路線となる[5][6]。
- 1966年（昭和41年） - 厚東川バイパス完成[6]。
- 1967年（昭和42年） - 国道190号二次改築着工[5][6]。
- 1968年（昭和43年） - 床波バイパスが開通[5][6]。
- 1971年（昭和46年）3月 - 江頭交差点 - 常盤公園前交差点間の4車線拡幅工事（常盤拡幅）が完成[5]。
- 1973年（昭和48年）12月1日 - 小野田バイパスが一部区間を除き暫定2車線で開通[5][6]。
- 1976年（昭和51年） - 前年の1975年（昭和50年）2月27日に国道2号小郡道路が全線開通。国道2号小郡道路の旧道部分が山口県道335号江崎陶線に指定されたことに伴い国道190号の起点側を短縮し、起点を幸の橋交差点から岡屋交差点に変更。幸の橋交差点 - 岡屋交差点は国道9号[注釈 6]となる[要出典]。
- 1976年（昭和51年）12月 - 阿知須バイパスが開通[5][6]。
- 2003年（平成15年）12月15日 - 東割交差点の立体交差および厚東川大橋の架け替えが完成[6]。
- 2008年（平成20年）4月1日 - 国道2号厚狭・埴生バイパス全通に伴う路線再編により、山陽小野田市内の旧国道2号の2.7 kmを国道190号に編入し、終点を移動。

## 路線状況
3車線以上の車線数をもつ区間は、

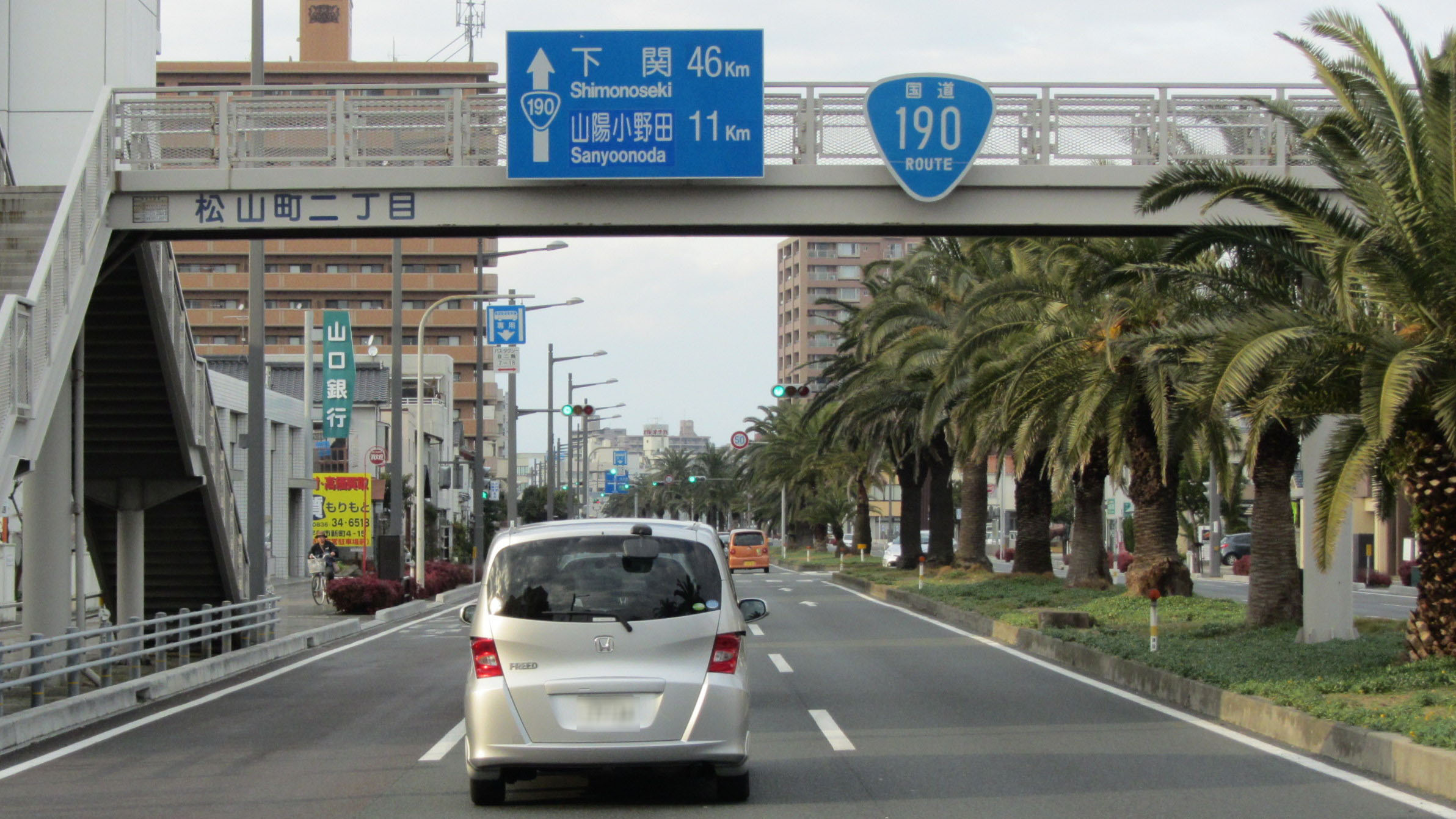
山口県宇部市松山町二丁目
（2012年12月）

- 江頭交差点（宇部市西岐波） - 東芝中町交差点（宇部市東芝中町）間 : 4車線（片側2車線）
- 東芝中町交差点 - 松山町二丁目交差点（宇部市松山町）：上り側は1車線、下り側は左折・直進レーン1車線+右折レーン2車線
- 松山町二丁目交差点 - 新町交差点（宇部市新町）間 : 6車線（片側3車線、新川大橋のみ片側2車線）

松山町一丁目交差点（宇部市松山町） - 新川大橋手前は片側1車線の側道もある。
- 新町交差点 - 労災病院交差点間 : 4車線（片側2車線、厚東川大橋は片側3車線）
- 新生町交差点（山陽小野田市新生町） - 長田屋橋交差点（山陽小野田市日の出）間 : 4車線（片側2車線）
- 長田屋橋交差点 - 神田交差点（山陽小野田市西高泊）間 : 3車線（上り線が1車線、下り線が2車線）

であり、上記以外の区間ではほぼ全線が2車線（片側1車線）である。

### 通称
宇部市の中心市街地を通過する区間において、以下の通称がある。
- 松山通り（宇部市宇部市、松山町二丁目交差点 - 松山町一丁目交差点）
- 常盤通り（宇部市常盤町、松山町一丁目交差点 - 中央町交差点）

### バイパス

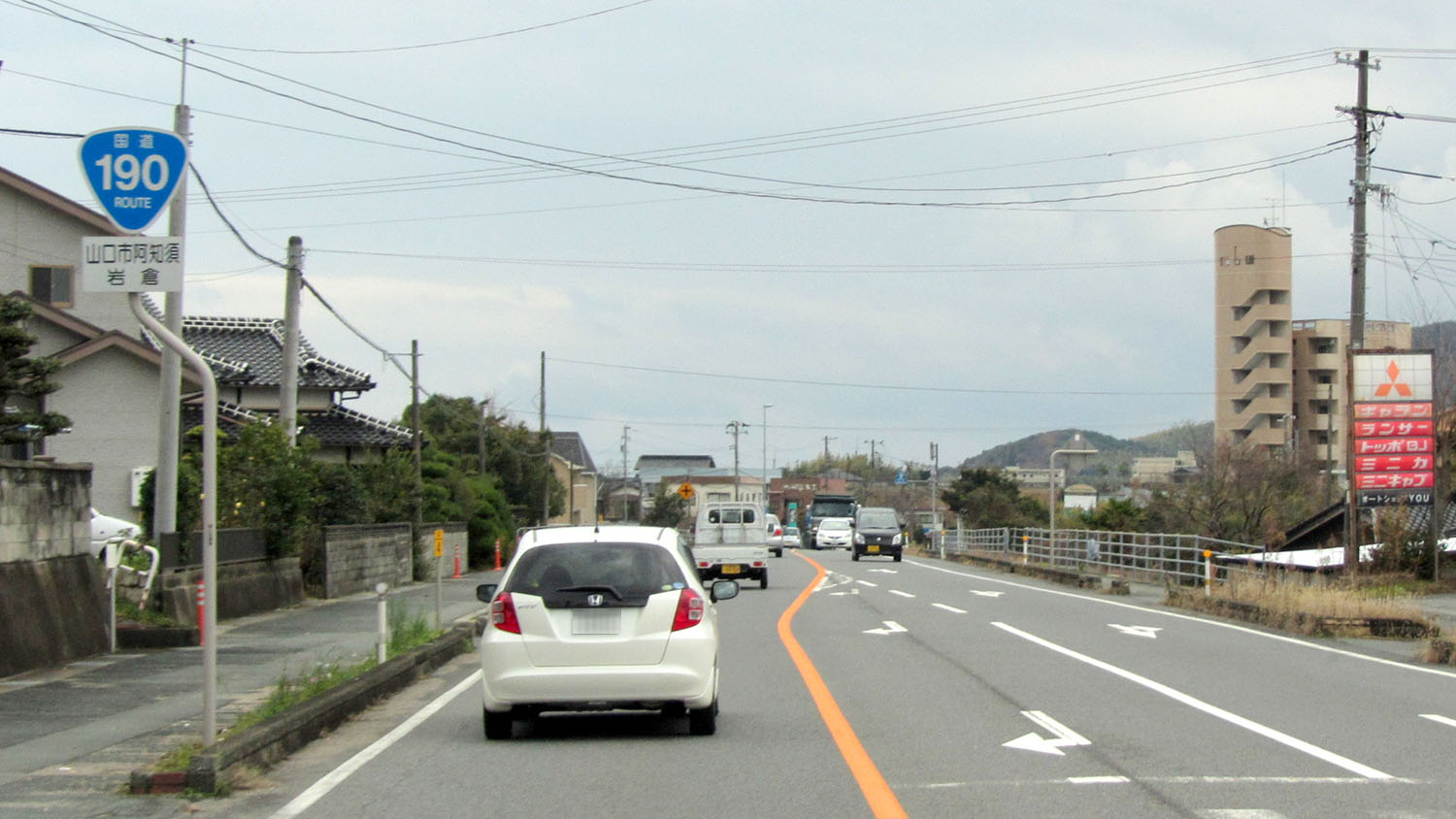
阿知須バイパス
山口県山口市阿知須

バイパスとして建設された現道区間
いずれの区間も旧道は国道の指定を外れ、バイパス路線が現道となっている。一般的な道路地図などにおいて以下のバイパス名が記載されることは少ない。
- 阿知須バイパス（2車線であるが、阿知須中学校前交差点付近のみ4車線に対応した構造となっている）
- 床波バイパス（開通時点では4車線、両外側の車線を歩道に転用したため現在は2車線）
- 厚東川バイパス（4車線、厚東川大橋区間は6車線）
- 小野田バイパス（完成4車線、現在は一部区間で暫定2車線の供用）

なお、宇部市東藤曲2丁目（藤山交差点） - 西梶返1丁目（西梶返交差点）間の4車線（片側2車線）道路「宇部市道北琴芝鍋倉町線」は、かつて国道190号バイパスとして一部の道路地図 に記載されていたこともあるが、この道路は宇部市都市計画道路柳ヶ瀬丸河内線として都市計画決定されており、これまで宇部市が事業主体となって整備を行ってきた。将来的には宇部市則貞6丁目付近で現道と接続する計画となっており、現道を短絡するルートとなることから実質的には国道190号のバイパス道路であるが、名称の通り宇部市が管理する宇部市道であり、国道190号ではない。

### 道路施設

#### 橋梁
- 新川大橋（宇部市、真締川）
- 厚東川大橋（宇部市、厚東川）
- 有帆川橋（山陽小野田市、有帆川）
- 厚狭川橋（山陽小野田市、厚狭川）

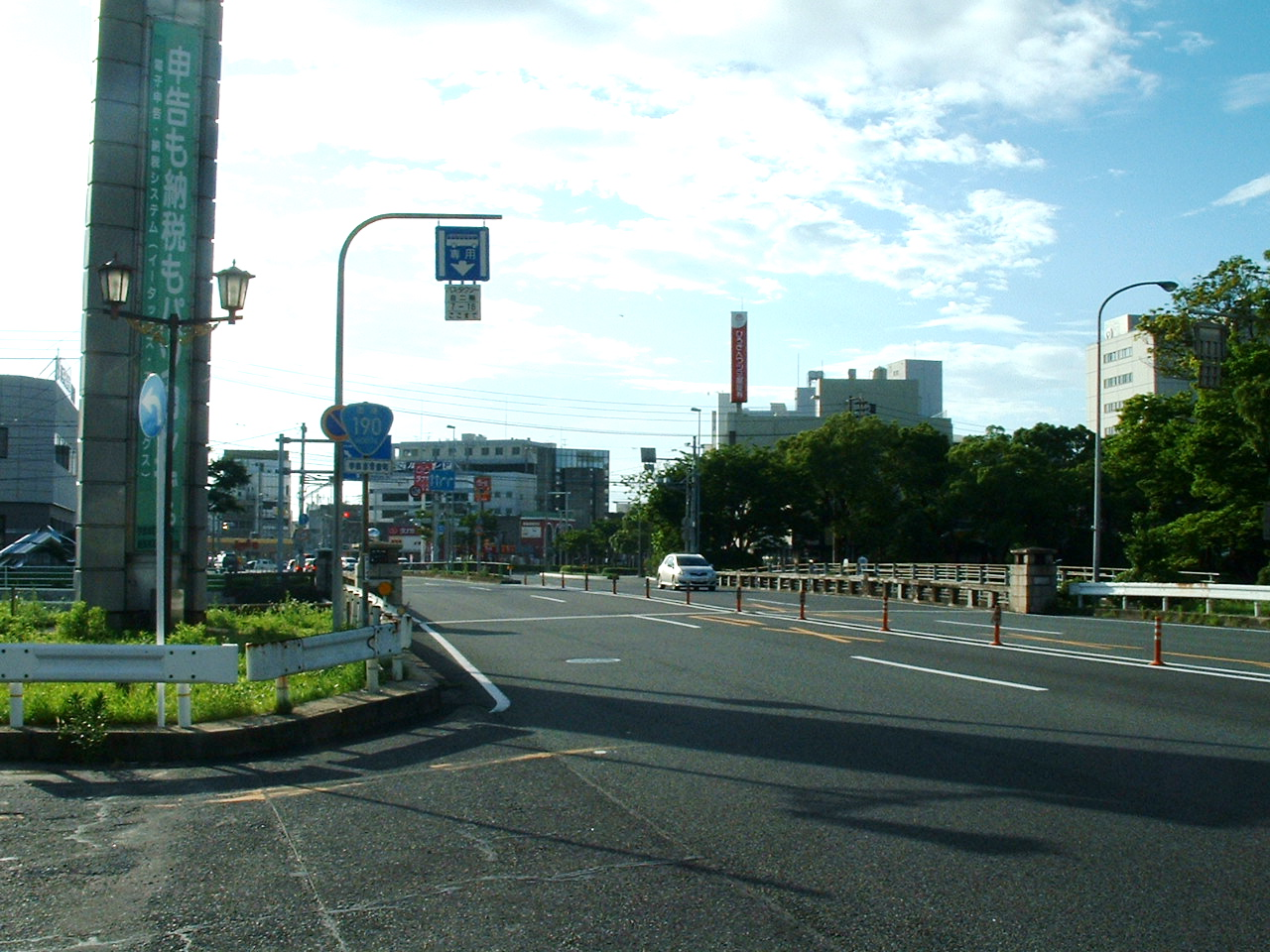
新川大橋
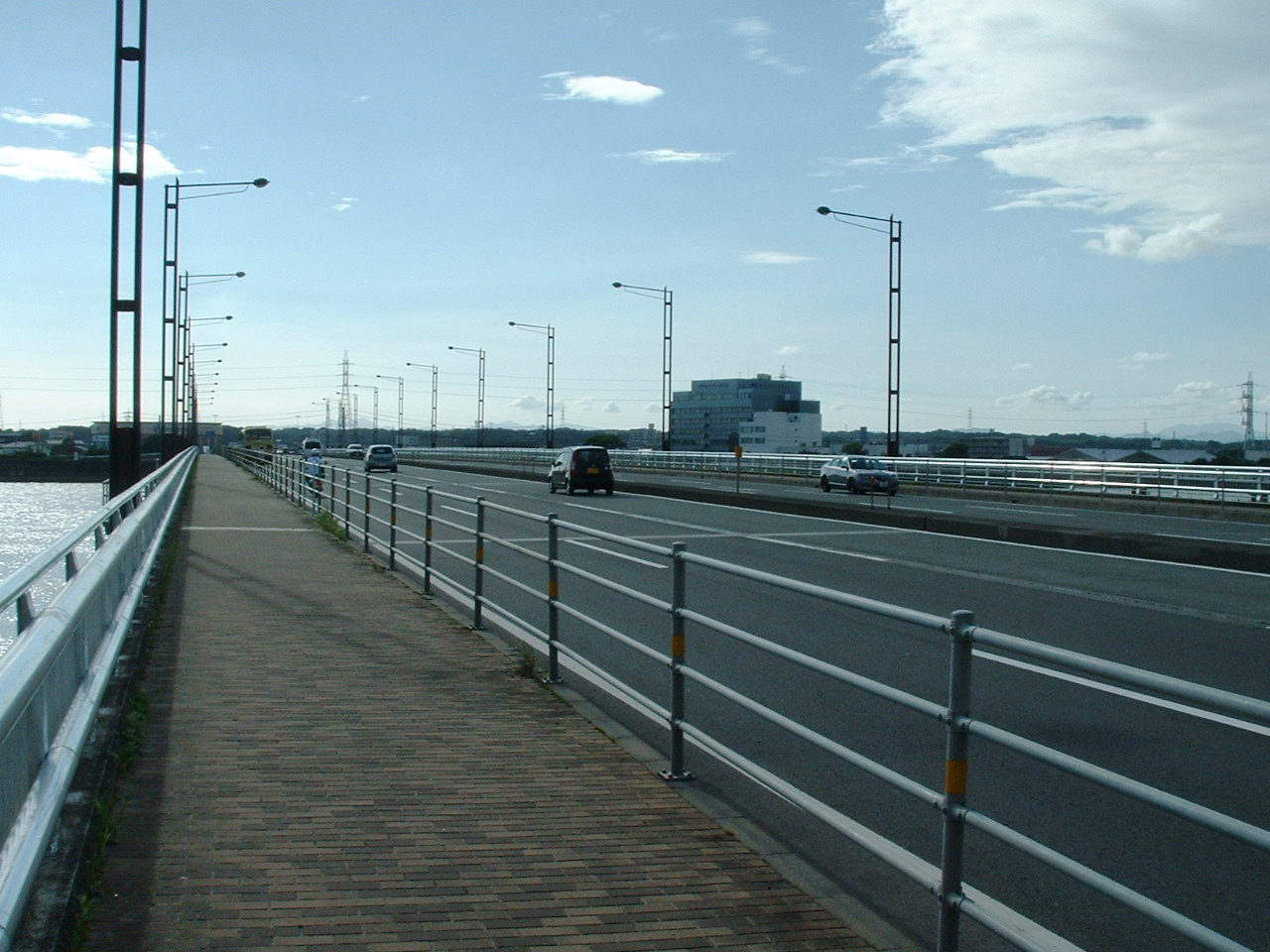
厚東川大橋

## 地理

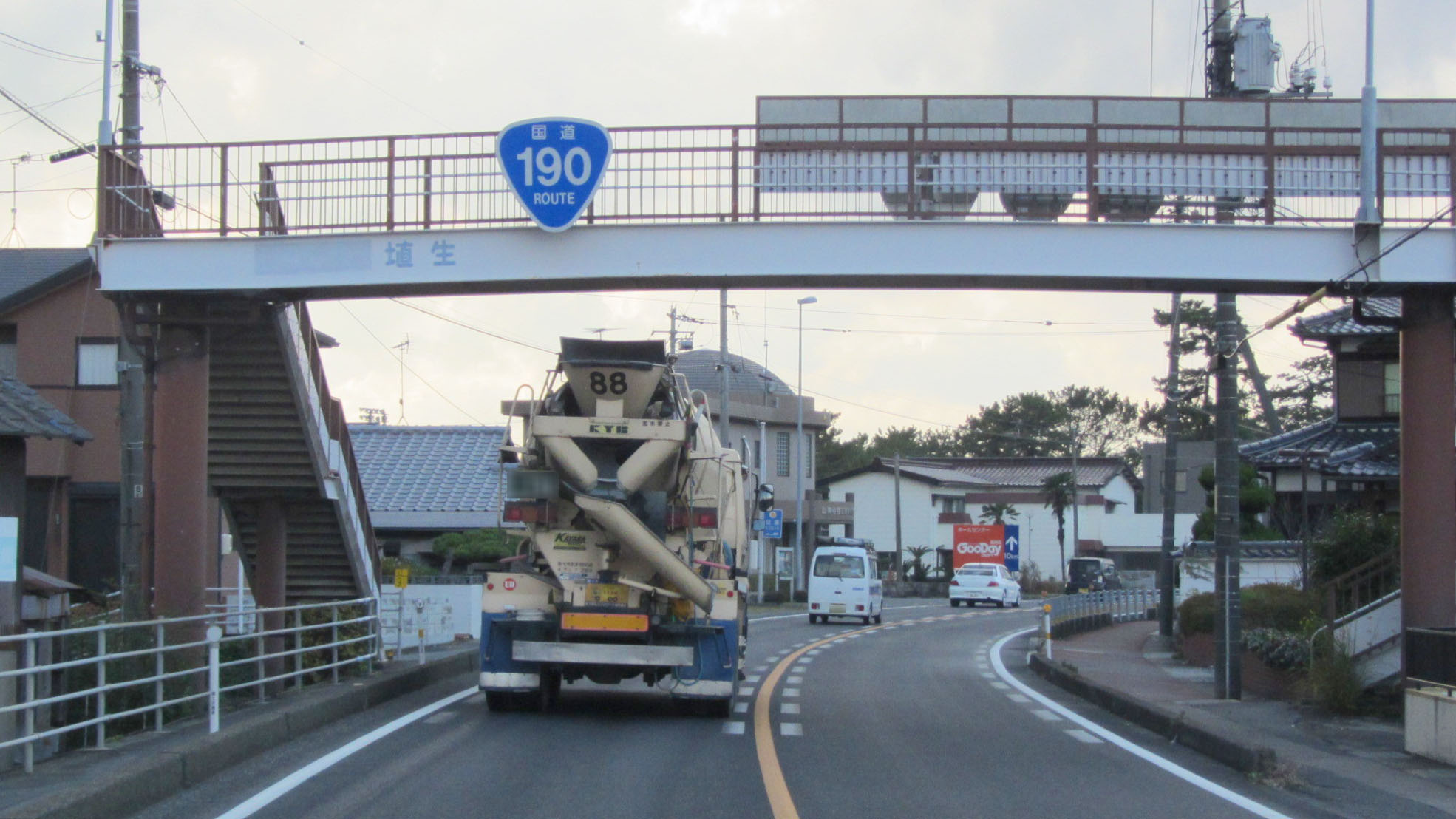
山口県山陽小野田市埴生
（2012年12月）

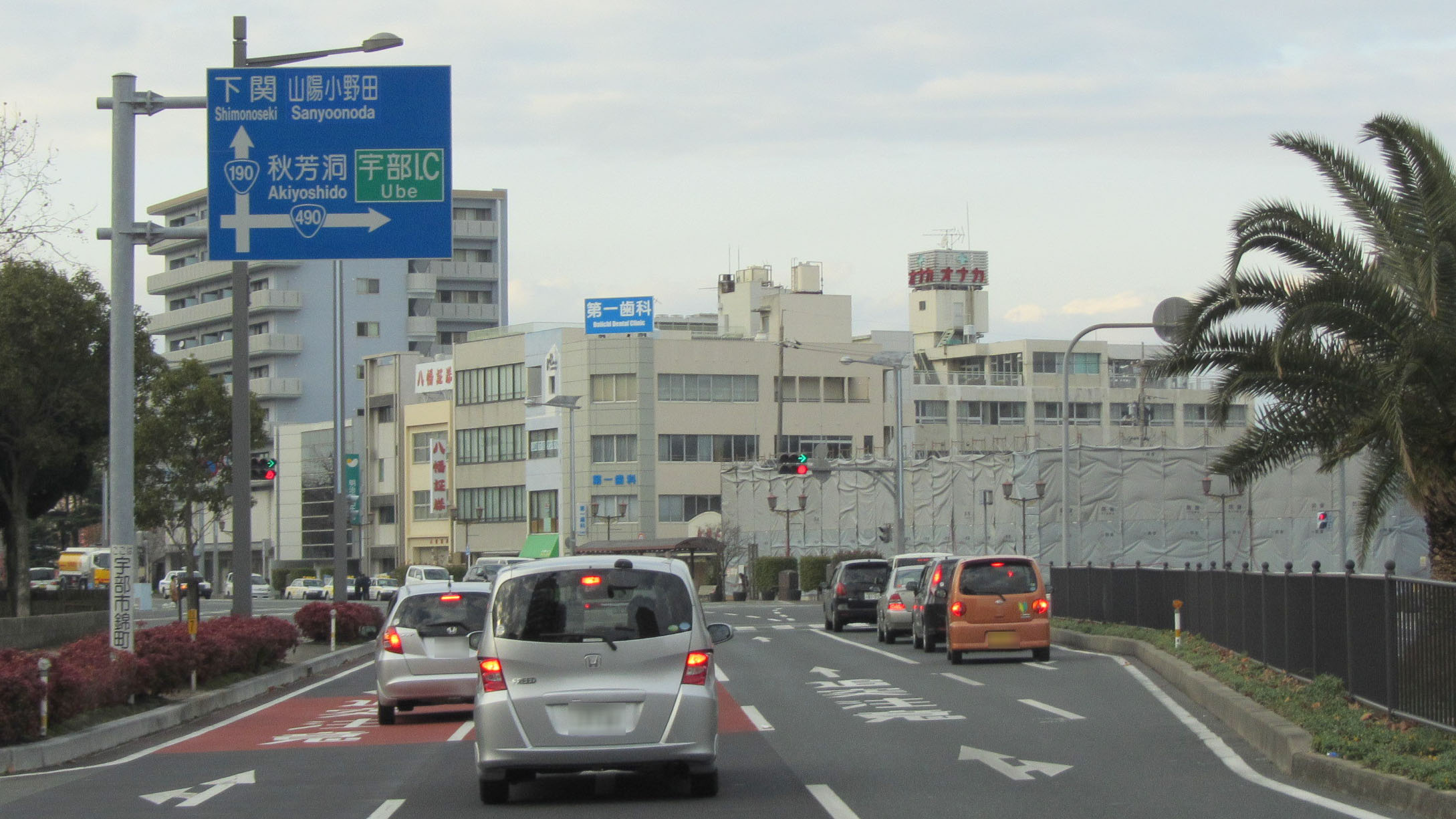
国道490号との分岐
山口県宇部市松山町一丁目

### 通過する自治体
- 山口県
  - 山口市 - 宇部市 - 山陽小野田市 - 下関市[注釈 1]

### 交差する道路
| 交差する道路                                                    | 市町村名     | 交差する場所  | 交差する場所             |
| --------------------------------------------------------------- | ------------ | ------------- | ------------------------ |
| 国道2号 / E2 小郡道路 国道9号 重複 山口県道230号伊佐吉部山口線  | 山口市       | 江崎          | 岡屋交差点 / 起点 岡屋IC |
| 山口県道25号宇部防府線                                          | 山口市       | 佐山          | 土路石交差点             |
| 山口県道213号きらら浜沖の原線                                   | 山口市       | 阿知須        |                          |
| 山口県道212号山口阿知須宇部線                                   | 宇部市       | 大字東岐波    | 前田交差点               |
| 山口県道219号西岐波吉見線                                       | 宇部市       | 大字西岐波    | 宇部市床波交差点         |
| 山口県道6号山口宇部線 / E2 山口宇部道路 山口県道220号宇部空港線 | 宇部市       | 大字西岐波    | 大沢西交差点 宇部南IC    |
| 国道490号                                                       | 宇部市       | 松山町1丁目   | 松山町一丁目交差点       |
| 山口県道55号宇部港線                                            | 宇部市       | 常盤町1丁目   | 市役所前交差点           |
| 山口県道6号山口宇部線 / 宇部湾岸道路                            | 宇部市       | 西中町        | 西中町交差点 西中町IC    |
| 山口県道29号宇部船木線                                          | 宇部市       | 大字妻崎開作  | 東割交差点               |
| 山口県道354号妻崎開作小野田線                                   | 宇部市       | 大字妻崎開作  |                          |
| 山口県道6号山口宇部線 宇部伊佐専用道路                          | 宇部市       | 大字東須恵    | 東須恵IC                 |
| 山口県道30号小野田美東線 山口県道223号小野田港線                | 山陽小野田市 | 新生1丁目     | 新生町交差点             |
| 山口県道71号小野田山陽線 山口県道354号妻崎開作小野田線          | 山陽小野田市 | 新生3丁目     | 長田屋橋交差点           |
| 山口県道226号津布田郡線                                         | 山陽小野田市 | 大字郡        | 渡場交差点               |
| 山口県道226号津布田郡線                                         | 山陽小野田市 | 大字津布田    |                          |
| 山口県道229号埴生停車場線 山口県道232号奥万倉山陽線             | 山陽小野田市 | 大字埴生      | 前場交差点               |
| 国道2号 国道9号 重複                                            | 下関市       | 松屋東町1丁目 | 終点                     |

### 交差する鉄道
- 宇部線
- 小野田線

### 沿線
- 道の駅きらら あじす（山口市阿知須で交差する、山口県道213号きらら浜沖の原線沿い）
- サンパークあじす（山口市）
- 山口宇部医療センター（宇部市）
- 宇部中央病院（宇部市）
- ときわ公園（宇部市）
- 宇部市役所（宇部市）
- 山口労災病院（山陽小野田市）
- 王喜温泉・糸根温泉（山陽小野田市）